# Don't Touch the Outside
Don't Touch the Outside è il quinto album in studio del cantautore statunitense Thomas Giles, pubblicato il 9 novembre 2018 dalla Sumerian Records.

## Tracce
Testi e musiche di Thomas Giles, eccetto dove indicato.
1. Church Friends – 3:35
2. Incomplet – 3:50
3. Milan (feat. Kristoffer Rygg) – 3:22
4. Radiate – 3:40
5. Everyone Is Everywhere (feat. Einar Solberg) – 3:29
6. I Win (feat. Carley Coma) – 3:18 (testo: Thomas Giles, Carley Coma)
7. Awake from Death – 3:15
8. Sway – 2:45
9. Mr. Sunshine – 3:56
10. Weather Moods/Panic Start – 4:08
11. Take Your Seats, Time Gentlemen – 3:17
12. 1709 – 1:06
13. Exordium – 3:17

## Formazione
Hanno partecipato alle registrazioni, secondo le note di copertina:
Musicisti
- Thomas Giles – voce, strumentazione
- Blake Richardson – batteria, percussioni
- Kristoffer Rygg – voce aggiuntiva (traccia 3)
- Einar Solberg – voce aggiuntiva (traccia 5)
- Carley Coma – voce aggiuntiva (traccia 6)
- Wes Hauch – assolo di chitarra (traccia 9)
- Dan Briggs – basso (traccia 12)

Produzione
- Thomas Giles – produzione
- Jamie King – produzione, registrazione, missaggio, mastering